# 鳳山県 (河池市)
鳳山県（ほうざん-けん）は中華人民共和国広西チワン族自治区河池市に位置する県。
隣接する楽業県と共に「楽業・鳳山ユネスコ世界ジオパーク」に指定される。

## 行政区画
- 街道:思源街道
- 鎮:鳳城鎮、長洲鎮、三門海鎮
- 郷:砦牙郷、喬音郷、中亭郷
- 民族郷:金牙ヤオ族郷、平楽ヤオ族郷、江洲ヤオ族郷